# گمنام: راز
گمنام: راز (به انگلیسی: Gumnaam – The Mystery) یا گمشده: راز فیلمی محصول سال ۲۰۰۸ و به کارگردانی نیراج پاتک است. در این فیلم بازیگرانی همچون ماهیما چودری، دینو مورئا، سومان رانگاناتان، عرفان خان و راکهی ساوانت ایفای نقش کرده‌اند.